# N'Djamena
N'Djamena (în limba arabă: Niǧāmīnā نجامينا) este capitala și cel mai mare oraș din Ciad. Orașul a fost fondat în anul 1900 de către comandantul francez Émile Gentil. Are o populație de 700,000 locuitori.

## Demografie
- 1937: 9,976
- 1940: 12,552
- 1947: 18,375
- 1958: 53,000[1]
- 1960: 60,000[1]
- 1970: 130,000[1]
- 1993: 529,555[1][2]
- 2000: 728,000[1]
- 2005: 721,000
- 2008: 860,000 (est)
- 2009: 993,492

## Climate
| Date climatice pentru N'Djamena (1961–1990) | Date climatice pentru N'Djamena (1961–1990) | Date climatice pentru N'Djamena (1961–1990) | Date climatice pentru N'Djamena (1961–1990) | Date climatice pentru N'Djamena (1961–1990) | Date climatice pentru N'Djamena (1961–1990) | Date climatice pentru N'Djamena (1961–1990) | Date climatice pentru N'Djamena (1961–1990) | Date climatice pentru N'Djamena (1961–1990) | Date climatice pentru N'Djamena (1961–1990) | Date climatice pentru N'Djamena (1961–1990) | Date climatice pentru N'Djamena (1961–1990) | Date climatice pentru N'Djamena (1961–1990) | Date climatice pentru N'Djamena (1961–1990) |
| Luna                                        | Ian                                         | Feb                                         | Mar                                         | Apr                                         | Mai                                         | Iun                                         | Iul                                         | Aug                                         | Sep                                         | Oct                                         | Nov                                         | Dec                                         | Anual                                       |
| ------------------------------------------- | ------------------------------------------- | ------------------------------------------- | ------------------------------------------- | ------------------------------------------- | ------------------------------------------- | ------------------------------------------- | ------------------------------------------- | ------------------------------------------- | ------------------------------------------- | ------------------------------------------- | ------------------------------------------- | ------------------------------------------- | ------------------------------------------- |
| Maxima medie °C (°F)                        | 32.4 (90,3)                                 | 35.2 (95,4)                                 | 38.7 (101,7)                                | 41.0 (105,8)                                | 40.0 (104)                                  | 37.2 (99)                                   | 33.5 (92,3)                                 | 31.6 (88,9)                                 | 33.7 (92,7)                                 | 36.9 (98,4)                                 | 35.8 (96,4)                                 | 33.5 (92,3)                                 | 35,8 (96,4)                                 |
| Media zilnică °C (°F)                       | 23.4 (74,1)                                 | 25.9 (78,6)                                 | 29.9 (85,8)                                 | 32.9 (91,2)                                 | 32.9 (91,2)                                 | 30.9 (87,6)                                 | 28.3 (82,9)                                 | 27.0 (80,6)                                 | 28.2 (82,8)                                 | 29.4 (84,9)                                 | 26.8 (80,2)                                 | 24.2 (75,6)                                 | 28,32 (82,97)                               |
| Minima medie °C (°F)                        | 14.3 (57,7)                                 | 16.6 (61,9)                                 | 21.0 (69,8)                                 | 24.8 (76,6)                                 | 25.8 (78,4)                                 | 24.7 (76,5)                                 | 23.1 (73,6)                                 | 22.4 (72,3)                                 | 22.7 (72,9)                                 | 21.8 (71,2)                                 | 17.8 (64)                                   | 14.8 (58,6)                                 | 20,8 (69,5)                                 |
| Precipitații mm (inches)                    | 0 (0)                                       | 0 (0)                                       | 0.3 (0.012)                                 | 10.3 (0.406)                                | 25.8 (1.016)                                | 51.0 (2.008)                                | 143.8 (5.661)                               | 174.4 (6.866)                               | 84.3 (3.319)                                | 20.3 (0.799)                                | 0.1 (0.004)                                 | 0 (0)                                       | 510,3 (20,091)                              |
| Umiditate [%]                               | 29                                          | 23                                          | 21                                          | 28                                          | 39                                          | 52                                          | 68                                          | 76                                          | 72                                          | 49                                          | 33                                          | 31                                          | 43,4                                        |
| Nr. de zile cu precipitații (≥ 0.1 mm)      | 0                                           | 0                                           | 1                                           | 3                                           | 6                                           | 9                                           | 13                                          | 15                                          | 9                                           | 3                                           | 1                                           | 0                                           | 60                                          |
| Ore însorite                                | 297.6                                       | 277.2                                       | 282.1                                       | 273.0                                       | 285.2                                       | 258.0                                       | 213.9                                       | 201.5                                       | 228.0                                       | 285.2                                       | 300.0                                       | 303.8                                       | 3.205,5                                     |
| Sursa nr. 1: WMO                            |                                             |                                             |                                             |                                             |                                             |                                             |                                             |                                             |                                             |                                             |                                             |                                             |                                             |
| Sursa nr. 2: CMA                            |                                             |                                             |                                             |                                             |                                             |                                             |                                             |                                             |                                             |                                             |                                             |                                             |                                             |